# Mizuho Ishida
Mizuho Ishida (石田瑞穂?, Ishida Mizuho; Tomioka, 22 gennaio 1988) è una pallavolista giapponese.
Gioca nel ruolo di schiacciatrice nelle Denso Airybees.

## Carriera
Mizuho Ishida inizia a giocare a pallavolo nei tornei scolastici giapponesi. Inizia la carriera professionistica, debuttando in V.Premier League nella stagione 2006-07 con le Takefuji Bamboo, dove gioca per tre stagioni; nel 2009 viene convocata per la prima volta nella nazionale giapponese, vincendo campionato asiatico e oceaniano.
Nel campionato 2009-10 passa alle Hisamitsu Springs, vincendo subito la Coppa dell'Imperatrice; nel 2010 vince la medaglia di bronzo al campionato mondiale. Raggiunge poi la finale scudetto nel campionato 2011-12, ricevendo anche il premio di miglior spirito combattivo del campionato, mentre nell'annata successiva disputa la stagione perfetta: si aggiudica infatti tutte le competizioni alle quali prende parte, ossia la Coppa dell'Imperatrice, il campionato, il Torneo Kurowashiki ed il V.League Top Match.
Nella stagione 2013-14 vince ancora una volta la Coppa dell'Imperatrice, lo scudetto e il campionato asiatico per club; con la nazionale vince la medaglia di argento al World Grand Prix 2014. Nella stagione seguente passa alle neopromosse Denso Airybees.

## Palmarès

### Club
- Campionato giapponese: 2

2012-13, 2013-14
- Coppa dell'Imperatrice: 3

2009, 2012, 2013
- Torneo Kurowashiki: 1

2013
- / V.League Top Match: 1

2013
- Campionato asiatico per club: 1

2014

### Nazionale (competizioni minori)
- Piemonte Woman Cup 2010
- Montreux Volley Masters 2011

### Premi individuali
- 2012 - V.Premier League giapponese: Miglior spirito combattivo
- 2012 - V.Premier League giapponese: Sestetto ideale